# Bohuslav Partyk
Bohuslav Partyk (7. července 1911, Horní Bradlo – 12. září 1990, Bratislava) byl ekonom, profesor Vysoké školy ekonomické v Bratislavě.

## Život
Pocházel z chudé sklářské rodiny (jeho otec i děd byli skláři v místní sklářské manufaktuře v obci Horní Bradlo). Po skončení obecné školy v Bradle a Trhové Kamenici pokračoval ve studiu na Obchodní akademii v Chrudimi. Po jejím absolvování krátce pracoval ve sklárně v rodné obci. Později studoval na Vysoké škole obchodní v Praze (dnes Vysoká škola ekonomická v Praze) směr zaměřený na učitelství odborných ekonomických předmětů a pracoval jako účetní u firmy Philips v Praze. V roce 1938 nastoupil jako profesor na Obchodní akademii Tomáše Bati ve Zlíně. Zde učil až do roku 1950. V letech 1948–1951 působil také na Vysoké škole sociální v Praze.[ujasnit] V roce 1950 nastoupil jako zastupující docent na Vysokou školu hospodářských věd (později Vysoká škola ekonomická, dnes Ekonomická univerzita) v Bratislavě, od 1. září 1951 pak jako interní učitel. Na VŠE působil jako docent, později profesor až do odchodu do důchodu v roce 1986. Zastával různé pedagogické a řídící funkce, v letech 1952–1963 byl vedoucím Katedry účetní evidence (později přejmenované na Katedru evidence), prorektorem VŠE a v letech 1969–1974 ředitelem Výzkumného výpočtového centra VŠE . V roce 1966 jako první na Slovensku obhájil vědeckou hodnost "Doktor ekonomických věd" (DrSc.). V průběhu své mnohaleté praxe publikoval několik desítek odborných publikací a celostátních učebnic pro střední a vysoké ekonomické školy. On-line katalog Národní knihovny ČR udává pro autora celkem 64 záznamů.
I když nikdy nebyl členem nějaké politické strany, byl často zván do mnoha expertních komisí a odborných institucí. Od poloviny čtyřicátých let se podílel na návrzích ekonomických reforem v Československu, kde uplatnil své znalosti zejména ze systému řízení Baťových podniků, která nebyla realizovaná a byla zaměněna direktivním řízením, dále v polovině šedesátých let „Zdokonalená soustava řízení“. Za významný podíl na této koncepci byl v květnu 1968 oceněn prezidentem Ludvíkem Svobodou státním vyznamenáním „Za zásluhy o výstavbu“. Bohužel, pozdější okupace Československa nahrála do karet opět zastáncům direktivního řízení a pokrokové myšlenky byly odmítnuty. I poté se však nadále věnoval odborné vědecké a pedagogické činnosti a stal se neúnavným propagátorem modernější koncepce řízení ekonomiky, zejména využití prostředků výpočetní techniky, jak se tehdy oficiálně říkalo informatice. Až v druhé polovině 80. let se jeho myšlenky dočkaly renesance a uznání. Byl také dlouholetým členem redakční rady celostátního časopisu Účetnictví – Účtovníctvo (SNTL/Alfa). Kromě tisíců studentů vychoval i několik desítek aspirantů a postgraduálních studentů. Své celoživotní dílo zakončil v roce 1987 vydáním poslední celostátní učebnice Rozbory hospodářské činnosti (vedoucí autorského kolektivu).